# Boris Lukášik
Ing.  Boris Lukášik  (* 24. února 1935, Ružomberok, Československo) je československý basketbalista, vicemistr Evropy a účastník LOH 1960. Maturoval na gymnáziu Š. Moyzesa v Ružomberku a absolvoval Slovenskou technickou univerzitu v Bratislavě. Je zařazen na čestné listině mistrů sportu.
Basketbal hrál za kluby Iskra Ružomberok, Slávia Bratislava, Dukla Dejvice, Iskra Svit a Baník Handlová. V československé basketbalové lize získal v roce 1961 titul mistra Československa, v roce 1962 titul vicemistra a 6× 3. místo (4× s týmem Slavia Bratislava, 2× Iskra Svit).
S týmem Iskra Svit startoval v Poháru evropských mistrů 1961–1962, ve čtvrtfinále byli vyřazeni týmem CSKA Moskva.
Za Československo hrál dvakrát na Mistrovství Evropy v basketbale mužů, získal na nich druhé místo v roce 1959 v Istanbulu a desáté místo v roce 1963 ve Vratislavi. V roce 1960 s reprezentačním týmem Československa vyhrál předolympijskou kvalifikaci v Itálii a na Olympijských hrách 1960 v Římě skončil na pátém místě.
V roce 2011 obdržel vyznamenání Slovenského olympijského výboru „Medaile SOV“.

## Hráčská kariéra

### Kluby
- Iskra Ružomberok
- 1954–1959 Slávia Bratislava: 4× 3. místo (1955, 1956, 1958, 1959), 4. místo (1954), 6. místo (1957)
- 1959/60 Dukla Dejvice: 9. místo
- 1960–1966 BK Iskra Svit: mistr Československa (1961), vicemistr (1962), 2× 3. místo (1963, 1965), 4. místo (1964)
- 1968–1971 Baník Handlová: 8. místo (1969), 9. místo (16970), 10. místo (1971)

### Pohár evropských mistrů
Hrál také v Poháru evropských mistrů
- Iskra Svit – 1961–62 4 zápasy (2-2, skóre 259-288): osmifinále: Honvéd Budapešť, Maďarsko (75-58, 74-90, postup rozdílem jednoho bodu), čtvrtfinále: CSKA Moskva (57-55, 53-85)

### Československo
- Předolympijská kvalifikace 1960, 1. místo (49 bodů, 6 zápasů)
- Olympijské hry - Olympijské hry 1960 Řím, 5. místo (89 bodů, 8 zápasů)
- Mistrovství Evropy - 1959 Istanbul, 2. místo (23 bodů /7 zápasů), 1963 Wroclaw (95 /9)
- Za reprezentační družstvo Československa v letech 1957–1963 hrál celkem 98 utkání, z toho na 4 světových a evropských soutěžích ve 33 zápasech zaznamenal 256 bodů.
- Akademické hry 1956 Turín, 3. místo